# Lamerdingen
Lamerdingen is een gemeente in de Duitse deelstaat Beieren, en ligt in het uiterste noorden van het Landkreis Ostallgäu.
Lamerdingen telt 2.096 inwoners.
Lamerdingen behoort sinds 1978 tot de zogenaamde Verwaltungsgemeinschaft Buchloe, waartoe ook de buurgemeenten Jengen en Waal behoren. Dit gemeentelijke samenwerkingsverband wordt bestuurd vanuit het stadje Buchloe.

## Indeling en bevolkingscijfers van de gemeente
De gemeente bestaat officieel uit 5 Gemeindeteile, waaronder de volgende 4 parochiedorpen (Pfarrdörfer):
- Lamerdingen 914 inwoners
- Dillishausen 401, ten zuiden van Lamerdingen, slechts 2½ km ten noorden van Buchloe
- Großkitzighofen 563, ten oosten van Lamerdingen en Kleinkitzighofen
- Kleinkitzighofen 347, ten oosten van Lamerdingen

Totaal gehele gemeente: 2.225 personen. Peildatum 15 maart 2023.

## Geografie en infrastructuur
Het hoofddorp Lamertingen ligt circa 6 km ten noorden van het stadje Buchloe, waar de dichtstbijzijnde hoofdwegen zijn, en het dichtstbijzijnde spoorwegstation.
Lamerdingen is slechts sporadisch per openbaar vervoer bereikbaar (streekbus naar Kaufbeuren v.v., die op werkdagen 2 x per dag rijdt). Lamerdingen en Dillishausen liggen aan de spoorlijn Augsburg - Buchloe, maar sinds respectievelijk 1983 en 1988 zijn de stationnetjes daar wegens te gering reizigersaanbod opgeheven.

### Naburige gemeentes
- Langerringen (Landkreis Augsburg)
- Hurlach (Landkreis Landsberg am Lech)
- Igling (Landkreis Landsberg am Lech)
- Buchloe (Landkreis Ostallgäu)
- Amberg (Landkreis Unterallgäu)
- Ettringen (Landkreis Unterallgäu)

## Economie
De gemeente is nog sterk agrarisch getint. Industrie is geheel afwezig. Ook het toerisme is van weinig belang.

## Geschiedenis
In de 11e of 12e eeuw wordt Lamerdingen als Lademutinga voor het eerst in een document vermeld. De St.Maartenskerk dateert reeds van 1067; het huidige kerkgebouw dateert voor het grootste deel uit 1738. In het dorp leefden in de middeleeuwen relatief veel vrije, dus niet horige boeren, met een grote vrijheidsdrang. Verscheidene van deze mannen namen deel aan en kwamen om in de Duitse Boerenoorlog van 1525. Tot 1803 behoorde Lamerdingen tot het Prinsbisdom Augsburg. Großkitzighofen behoorde echter tot gebied, dat toebehoorde aan het kapittel van de Dom van Augsburg.
In 2006 kwam een stedenpartnerschap (jumelage) tot stand met de Poolse gemeente Włodowice (Silezië).
Historische gebeurtenissen van belang in deze gemeente zijn verder, voor zover bekend, niet overgeleverd.

## Bezienswaardigheden
In de gemeente staan enige interessante, rooms-katholieke dorpskerken, veelal met 18e-eeuws, barok of rococo interieur, zie onderstaande afbeeldingen. Vooral de Sint-Maartenskerk van Lamerdingen met haar markante, lantaarnachtige toren en haar fraaie interieur is bezienswaardig.

## Afbeeldingen

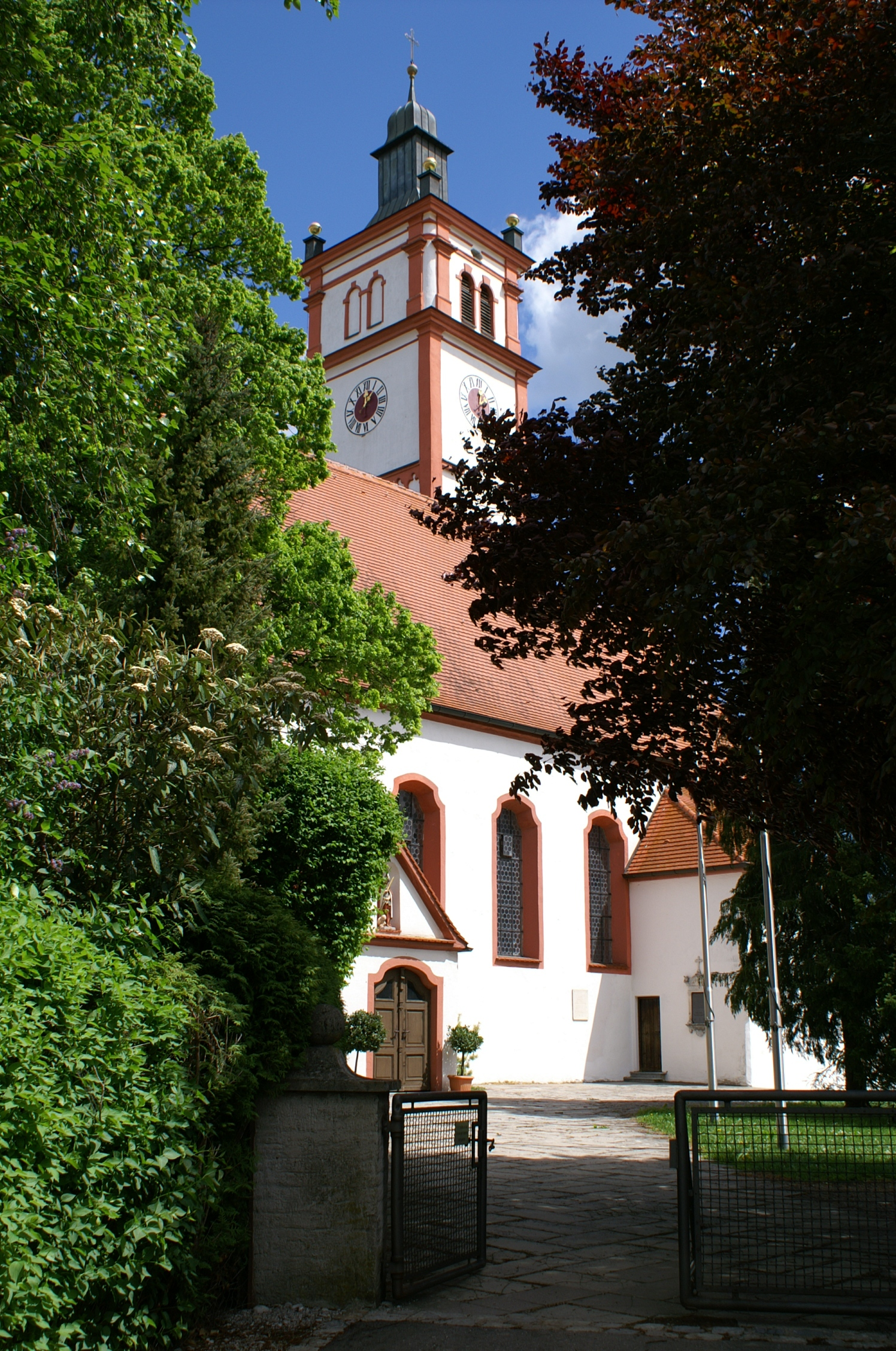
Sint-Maartenskerk, Lamerdingen (1)
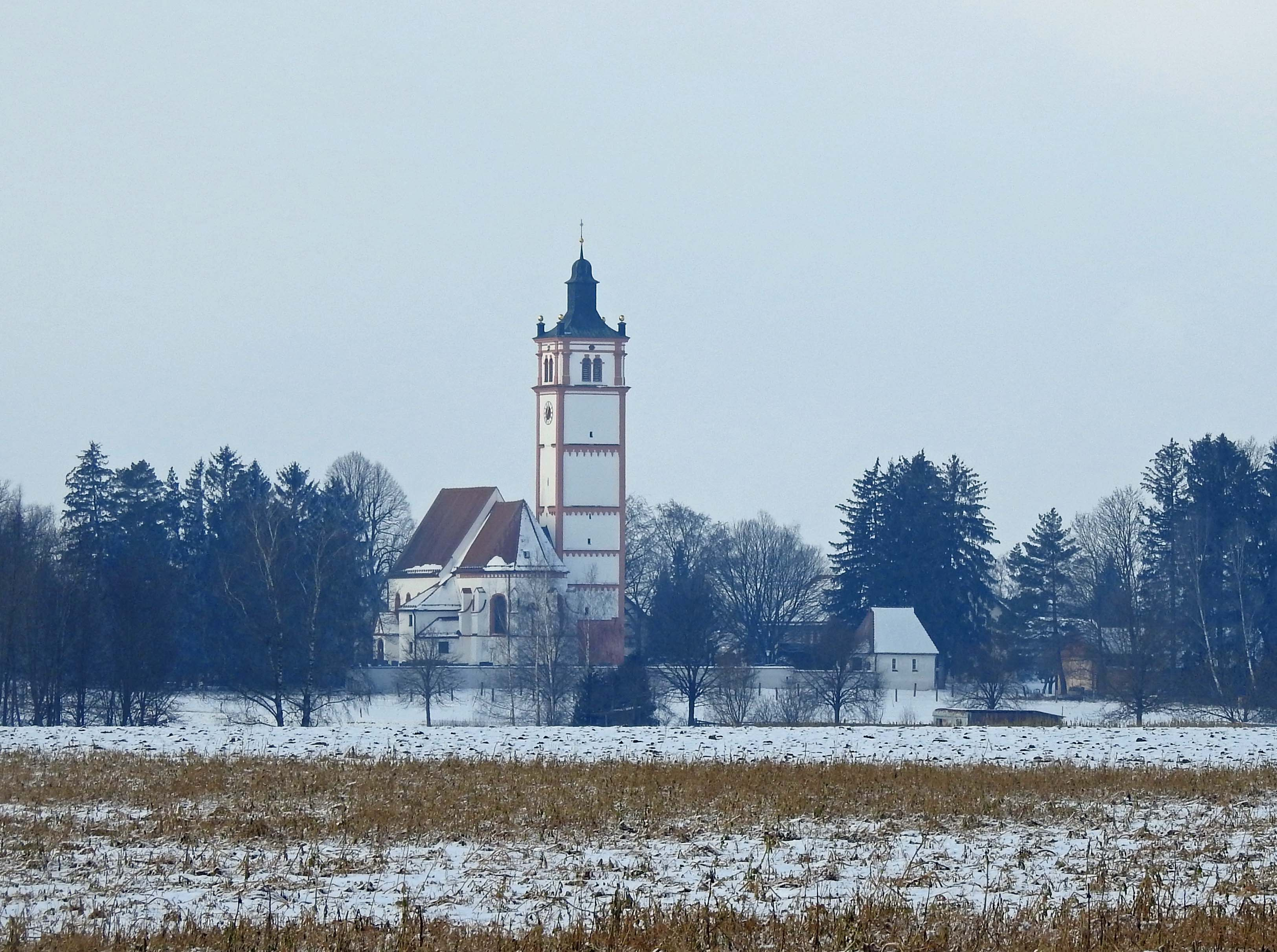
Sint-Maartenskerk, Lamerdingen (2)
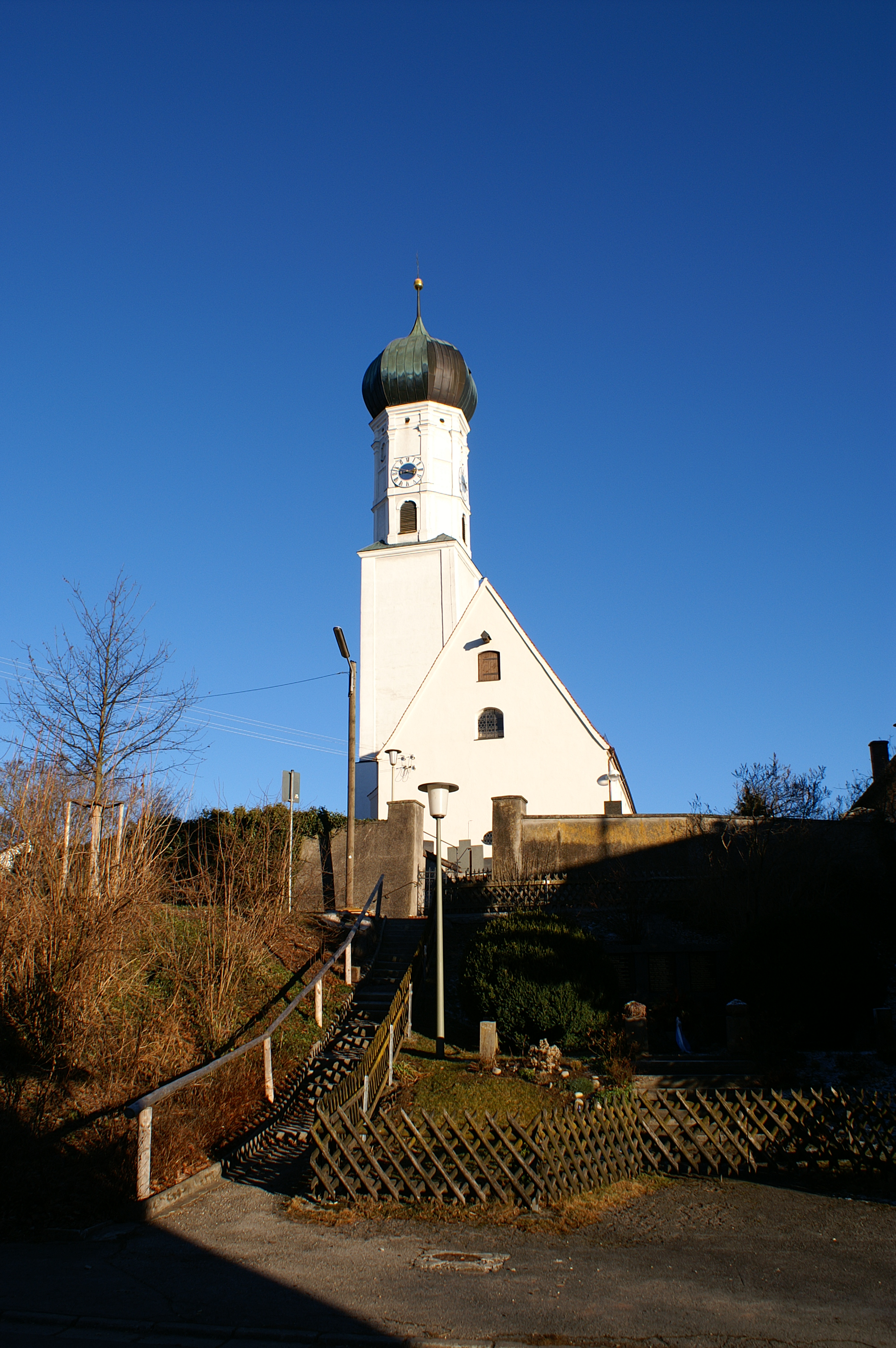
St. Stefanuskerk, Großkitzighofen
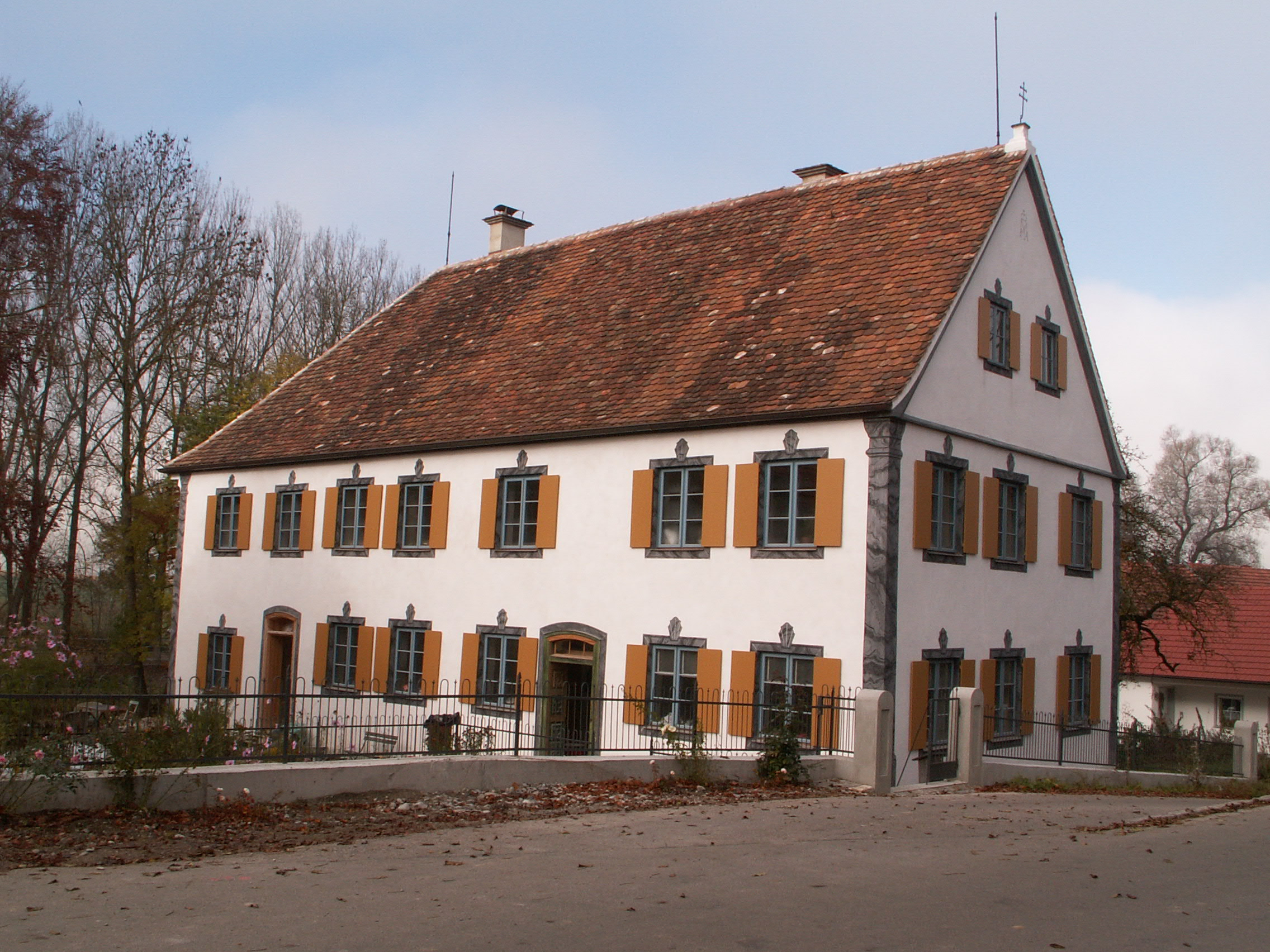
V.m. pastorie van deze kerk (18e eeuw)
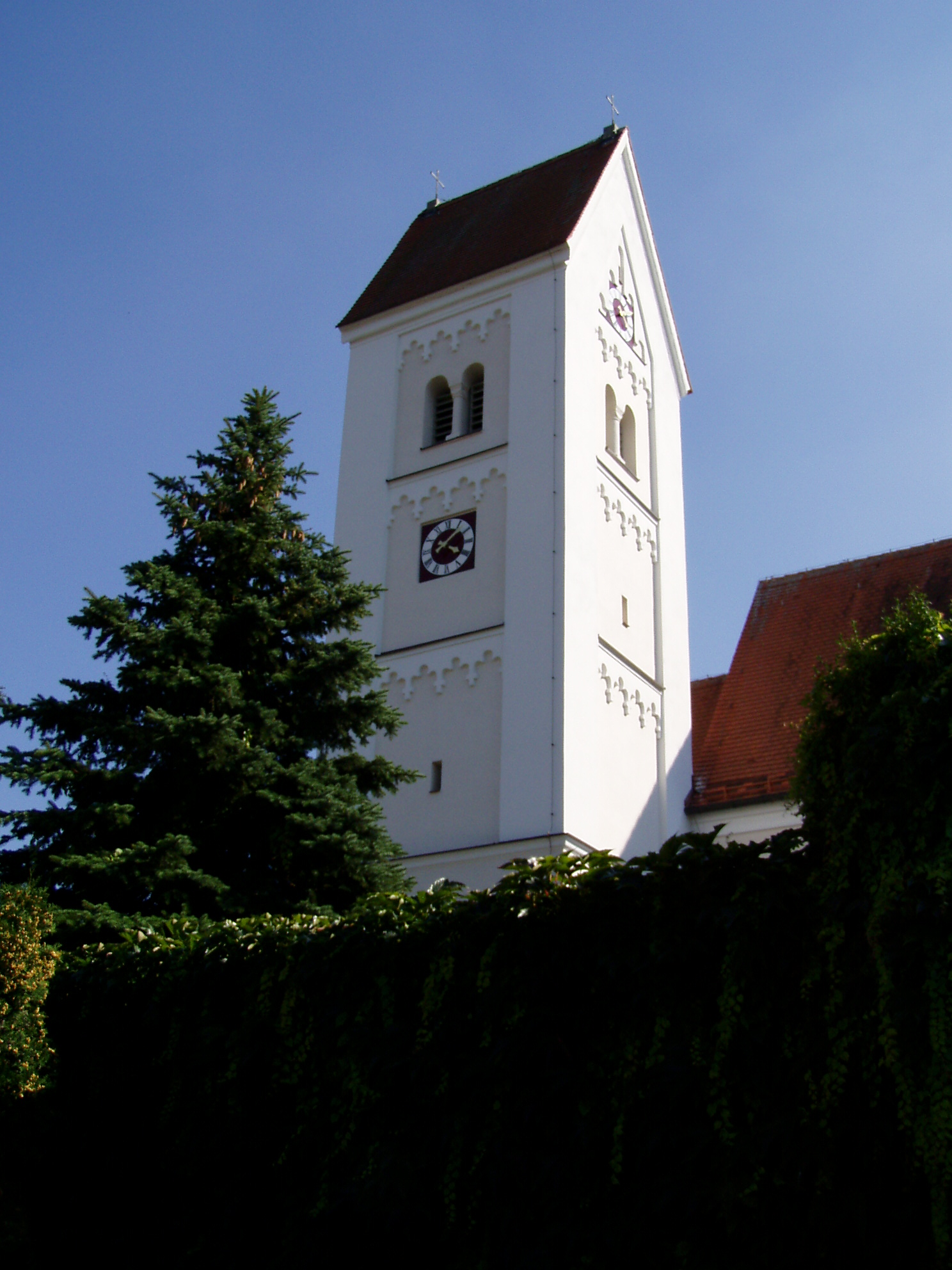
Toren van de Petrus- en Pauluskerk, Dillishausen
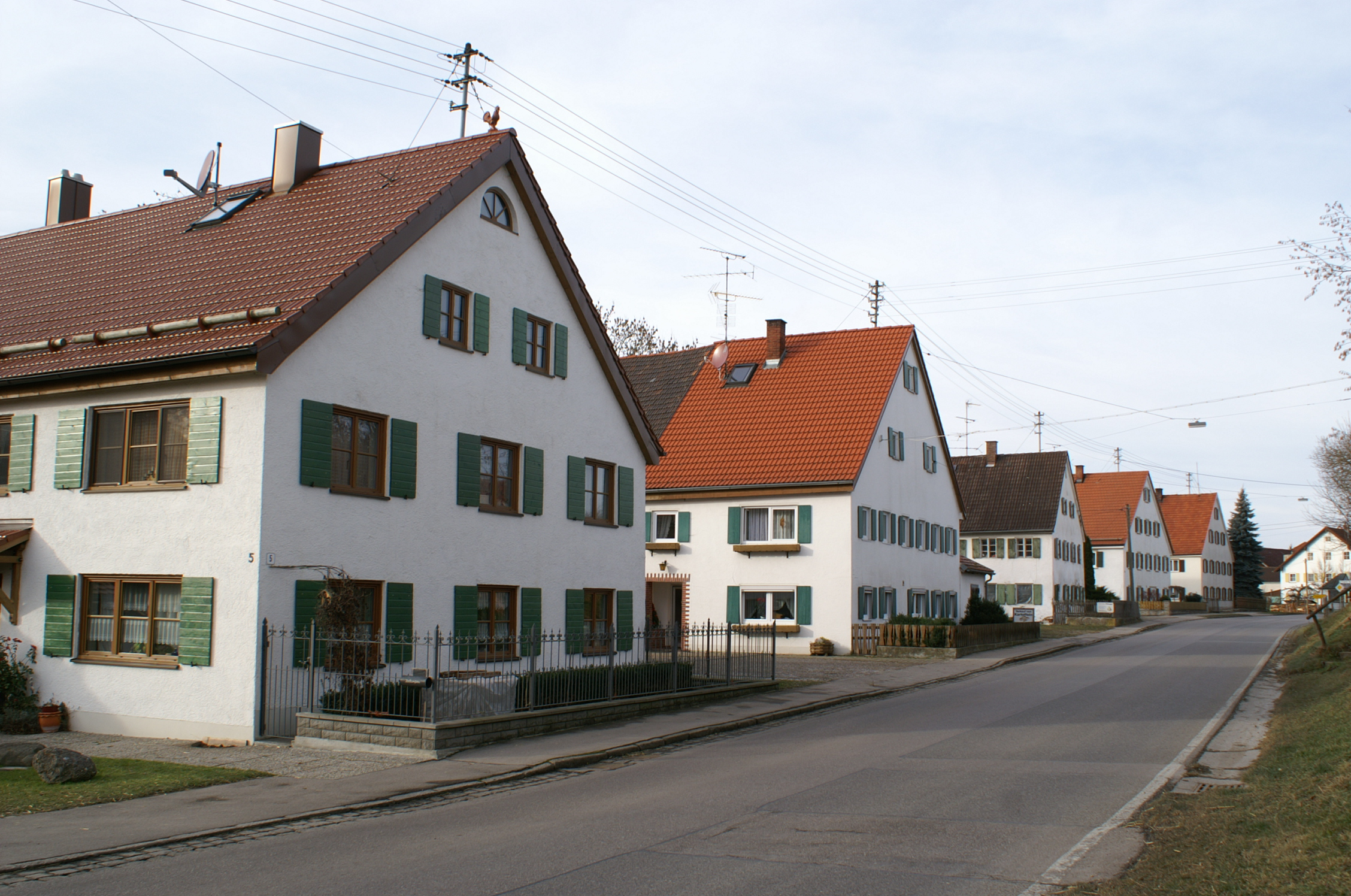
Straat met voor de streek karakteristieke, grote huizen, Dillishausen
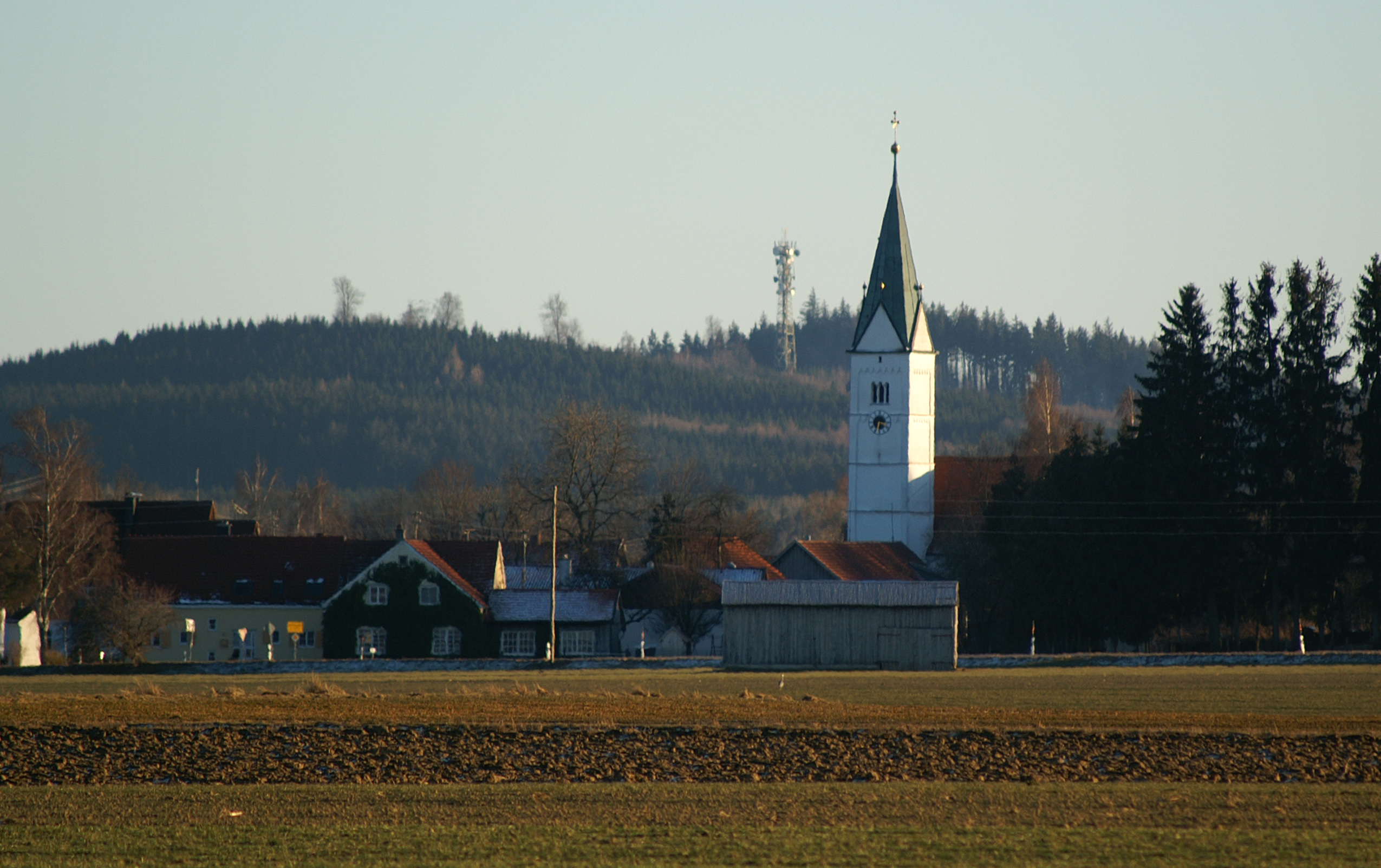
Kleinkitzighofen met de 19e-eeuwse kerk St. Cyprianus en Justina

Aitrang ·
Baisweil ·
Bidingen ·
Biessenhofen ·
Buchloe ·
Eggenthal ·
Eisenberg ·
Friesenried ·
Füssen ·
Germaringen ·
Görisried ·
Günzach ·
Halblech ·
Hopferau ·
Irsee ·
Jengen ·
Kaltental ·
Kraftisried ·
Lamerdingen ·
Lechbruck a.See ·
Lengenwang ·
Marktoberdorf ·
Mauerstetten ·
Nesselwang ·
Obergünzburg ·
Oberostendorf ·
Osterzell ·
Pforzen ·
Pfronten ·
Rettenbach a.Auerberg ·
Rieden ·
Rieden am Forggensee ·
Ronsberg ·
Roßhaupten ·
Rückholz ·
Ruderatshofen ·
Schwangau ·
Seeg ·
Stötten a.Auerberg ·
Stöttwang ·
Unterthingau ·
Untrasried ·
Waal ·
Wald ·
Westendorf